# Premio Anagrama
Il premio Anagrama è un premio letterario creato nel 1973 e assegnato annualmente in Spagna dalla casa editrice Anagrama, che poi pubblica i libri premiati.
Viene premiato un saggio inedito in spagnolo, e scelto un finalista. Nel regolamento del premio è indicato specificatamente che il tema del saggio è libero, ma la giuria preferisce i lavori di critica letteraria a quelli strettamente scientifici.
Nel 2010 il premio consisteva in 8000 €, pubblicazione del testo del vincitore e del finalista. Il premio viene consegnato in marzo.

## Lista dei vincitori
- 1973 - Xavier Rubert de Ventós (Spagna), La estética y sus herejías
- 1974 - Sebastián Serrano (Spagna), Elementos de lingüística matemática
- 1975 - Eugenio Trías (Spagna), El artista y la ciudad
- 1976 - Enrique Gil Calvo (Spagna), Lógica de la libertad. Por un marxismo libertario
- 1977 - la casa editrice non assegna alcun premio
- 1978 - Jordi Llovet (Spagna), Por una estética egoísta. Esquizosemia
- 1979 - la casa editrice non assegna alcun premio
- 1980 - Pere Gimferrer (Spagna), Lecturas de Octavio Paz
- 1981 - Juan García Ponce (Messico), La errancia sin fin: Musil, Borges, Klossowski
- 1982 - Fernando Savater (Spagna), Invitación a la ética
- 1983 - Luis Racionero (Spagna), Del paro al ocio
- 1984 - Antonio Elorza (Spagna), La razón y la sombra. Una lectura política de Ortega y Gasset
- 1985 - Angel López García (Spagna), El rumor de los desarraigados. Conflicto de lenguas en la península ibérica
- 1986 - Joaquim Lleixà (Spagna), Cien años de militarismo en España
- 1987 - Carmen Martín Gaite (Spagna), Usos amorosos de la posguerra española
- 1987 - Carme Riera (Spagna), La Escuela de Barcelona
- 1989 - Víctor Gómez Pin (Spagna), Filosofía. El saber del esclavo
- 1990 - Josep Maria Colomer (Spagna), El arte de la manipulación política
- 1991 - Antonio Escohotado (Spagna), El espíritu de la comedia
- 1992 - José Antonio Marina (Spagna), Elogio y refutación del ingenio
- 1993 - Soledad Puértolas (Spagna), La vida oculta
- 1994 - Miguel Morey (Spagna), Deseo de ser piel roja. Novela familiar
- 1995 - Javier Echeverría (Spagna), Cosmopolitas domésticos
- 1996 - Vicente Verdú (Spagna), El planeta americano
- 1997 - Norbert Bilbeny (Spagna), La revolución en la ética. Hábitos y creencias en la sociedad digital
- 1998 - Alejandro Gándara (Spagna), Las primeras palabras de la creación
- 1999 - Manuel Delgado (España), El animal público. Hacia una antropología de los espacios urbanos
- 2000 - Carlos Monsiváis (Messico), Aires de familia. Cultura y sociedad en América Latina
- 2001 - Nora Catelli (Argentina), Testimonios tangibles. Pasión y extinción de la lectura en la narrativa moderna
- 2002 - Vicenç Navarro (Spagna), Bienestar insuficiente, democracia incompleta. Sobre lo que no se habla en nuestro país
- 2003 - Josep Casals (Spagna), Afinidades vienesas. Sujeto, lenguaje, arte
- 2004 - Jordi Gracia (Spagna), La resistencia silenciosa. Fascismo y cultura en España
- 2005 - Manuel Cruz (Spagna), Las malas pasadas del pasado. Identidad, responsabilidad, historia
- 2006 - Rafael Rojas Gutiérrez (Cuba), Tumbas sin sosiego. Revolución, disidencia y exilio del intelectual cubano
- 2007 - Andrés Barba (Spagna) y Javier Montes (Spagna), La ceremonia del porno
- 2008 - Gustavo Guerrero (Venezuela), Historia de un encargo: "La catira" de Camilo José Cela
- 2009 - Jesús Ferrero (Spagna), Las experiencias del deseo. Eros y misos
- 2010 - Eloy Fernández Porta (Spagna), €®O$ (Eros). La superproducción de los afectos
- 2011 - Vicente Serrano (Spagna), La herida de Spinoza. Felicidad y política en la vida posmoderna
- 2012 - José Ovejero (Spagna), La ética de la crueldad
- 2013 - Luis Goytisolo (Spagna), Naturaleza de la novela
- 2014 - Sergio González Rodríguez (Messico), Campo de guerra
- 2015 - Patricia Soley-Beltran (Spagna) ¡Divinas! Modelos, poder y mentiras
- 2016 - José Luis Pardo (Spagna) Estudios del malestar. Políticas de la autenticidad en las sociedades contemporáneas
- 2017 - Remedios Zafra (Spagna) El entusiasmo. Precariedad y trabajo creativo en la era digital
- 2018 - Dardo Scavino (Argentina) El sueño de los mártires
- 2019 - Daniel Gamper (Spagna) Las mejores palabras
- 2020 - Pau Luque (Spagna) Las cosas como son y otras fantasías. Moral, imaginación y arte narrativo
- 2021 - Enrique Díaz Álvarez (Messico) La palabra que aparece. El testimonio como acto de supervivencia[1]
- 2022 - Josep M. Fradera (Spagna) Antes del antiimperialismo. Genealogía y límites de una tradición humanitaria[2]
- 2023 - Nadal Suau (Spagna) Curar la piel[3]
- 2024 - Lola López Mondéjar (Spagna) Sin relato. Atrofia de la capacidad narrativa y crisis de la subjetividad[4]

## Lista dei finalisti
- 1973 - premio al finalista non assegnato
- 1974 - Antonio Escohotado (Spagna), De physis a polis. La evolución del pensamiento filosófico griego desde Thales a Sócrates / Eduardo Subirats (Spagna), Utopía y subversión / Jenaro Talens (Spagna), El espacio y las máscaras. Introducción a la lectura de Cernuda
- 1975 - Fernando Cesarman (Messico), El ojo de Buñuel. Psicoanálisis desde una butaca
- 1976 - José Luis Pardo (Spagna), Transversales. Texto sobre los textos / Luis Racionero (Spagna), Filosofías del underground
- 1977 - la casa editrice non assegna alcun premio
- 1978 - premio al finalista non assegnato
- 1979 - la casa editrice non assegna alcun premio
- 1980 - premio al finalista non assegnato
- 1981 - Francesc Hernández, Francesc Mercadé e Benjamín Oltra (Spagna), La ideología nacional catalana / Josep Muntañola (Spagna), Poética y arquitectura
- 1982 - Magda Catalá (Spagna), Reflexiones desde un cuerpo de mujer / José Jiménez (Spagna), El ángel caído
- 1983 - premio al finalista non assegnato
- 1984 - premio al finalista non assegnato
- 1985 - premio al finalista non assegnato
- 1986 - premio al finalista non assegnato
- 1987 - Enrique Lynch (Argentina), La lección de Scheherezade
- 1988 - premio al finalista non assegnato
- 1989 - Vicente Verdú (Spagna), Días sin fumar
- 1990 - Pedro Azara (Spagna), De la fealdad del arte moderno / J. R. Llobera, La identidad de la antropología
- 1991 - José Luis Brea (Spagna), Las auras frías / Óscar A. Guasch, La sociedad rosa
- 1992 - Pedro Azara (Spagna), Imagen de lo Invisible / Sergio González Rodríguez (Messico), El Centauro en el paisaje
- 1993 - Norbert Bilbeny (Spagna), El idiota moral / Enrique Ocaña (Spagna), El Dioniso moderno y la farmacia utópica
- 1994 - Gurutz Jáuregui (Spagna), La democracia en la encrucijada / Julio Quesada (Spagna), Ateísmo difícil
- 1995 - Santiago Alva Rico (Spagna), Las reglas del caos. Apuntes para una antropología del mercado
- 1996 - Gabriel Zaid (Messico), Los demasiados libros
- 1997 - José Miguel G. Cortés (Spagna), Orden y caos. Un estudio cultural sobre lo monstruoso en el arte
- 1998 - Mercedes Odina e Gabriel Halevi (Spagna), El factor fama
- 1999 - Miguel Dalmau (Spagna), Los Goytisolo
- 2000 - Albert Forment (Spagna), José Martínez: la epopeya de Ruedo Ibérico
- 2001 - Helena Béjar (Spagna), El mal samaritano. El altruismo en tiempos del escepticismo
- 2002 - Tomás Abraham (Argentina), Situaciones postales
- 2003 - Tomás G. Perdiguero (Spagna), La responsabilidad social de las empresas en un mundo global
- 2004 - Rafael del Águila (Spagna), Sócrates furioso. El pensador y la ciudad
- 2005 - J. Benito Fernández (Spagna), Eduardo Haro Ibars: los pasos del caído
- 2006 - Pere Saborit (Spagna), Vidas adosadas. El miedo a los semejantes en la sociedad contemporánea
- 2007 - Antoni Martí Monterde (Spagna), Poética del Café. Un espacio de la modernidad literaria europea
- 2008 - Andreu Domingo (Spagna), Descenso literario a los infiernos demográficos
- 2009 - Agustín Fernández Mallo (Spagna), Postpoesía. Hacia un nuevo paradigma
- 2010 - Beatriz Preciado (Spagna), Pornotopía. Arquitectura y sexualidad en «Playboy» durante la guerra fría
- 2011 - Jorge Fernández Gonzalo (Spagna), Filosofía zombi
- 2012 - Graciela Speranza (Argentina), Atlas portátil de América Latina: arte y ficciones errantes
- 2013 - Jorge Carrión (Spagna), Publirreportaje: Librerías con encanto
- 2014 - Luigi Amara (Messico), Historia descabellada de la peluca
- 2015 - premio al finalista non assegnato
- 2016 - Luciano Concheiro (Messico), Contra el tiempo. Filosofía práctica del instante
- 2017 - premio al finalista non assegnato
- 2018 - premio al finalista non assegnato
- 2019 - premio al finalista non assegnato
- 2020 - premio al finalista non assegnato
- 2021 - Bernat Castany Prado (Spagna), Una filosofía del miedo